# Ranunculus polii
Ranunculus polii är en ranunkelväxtart som beskrevs av Adrien René Franchet och William Botting Hemsley. Ranunculus polii ingår i släktet ranunkler, och familjen ranunkelväxter. Inga underarter finns listade i Catalogue of Life.